# 莫赞
莫赞（法語：Mauzun，法語發音：[mozœ̃]）是法国多姆山省的一个市镇，属于克莱蒙费朗区。

## 地理
莫赞（45°42'12"N, 3°25'51"E）面积0.99 平方千米，位于法国奥弗涅-罗讷-阿尔卑斯大区多姆山省，该省份为法国中南部省份，北起阿列省接壤，东临卢瓦尔省，南至上盧瓦爾省和康塔爾省，西接科雷兹省和克勒兹省。
与莫赞接壤的市镇（或旧市镇、城区）包括：邦雅、比永附近埃格利斯讷沃、埃斯唐德伊、法耶堡。

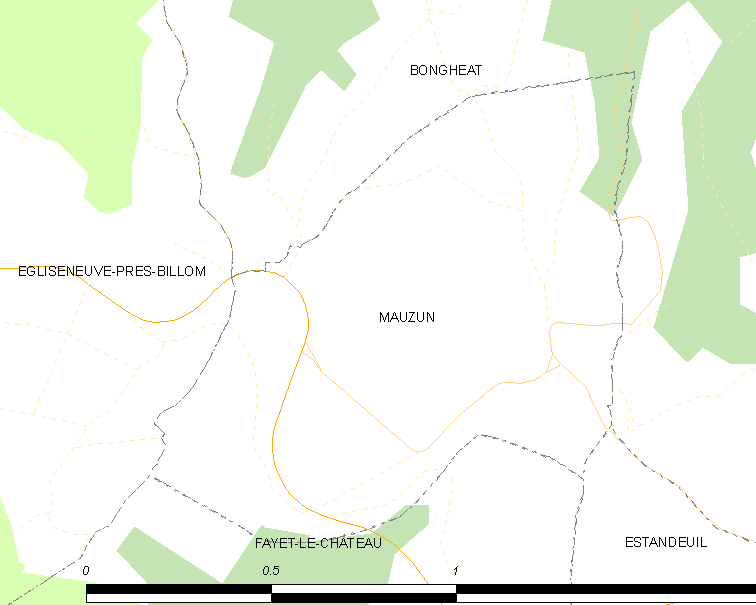
莫赞的OSM定位图

莫赞的时区为UTC+01:00、UTC+02:00（夏令时）。

## 行政
莫赞的邮政编码为63160，INSEE市镇编码为63216。

## 政治
莫赞所属的省级选区为比永县。

## 人口

1962-2008年间莫赞人口变化图示

莫赞于2022年1月1日时的人口数量为132人。